# Vivy (België)
Vivy (Waals: Vivî) is een dorp in de Belgische provincie Luxemburg en een deelgemeente van de stad Bouillon in het arrondissement Neufchâteau. In de deelgemeente ligt ook het gehucht Mogimont.

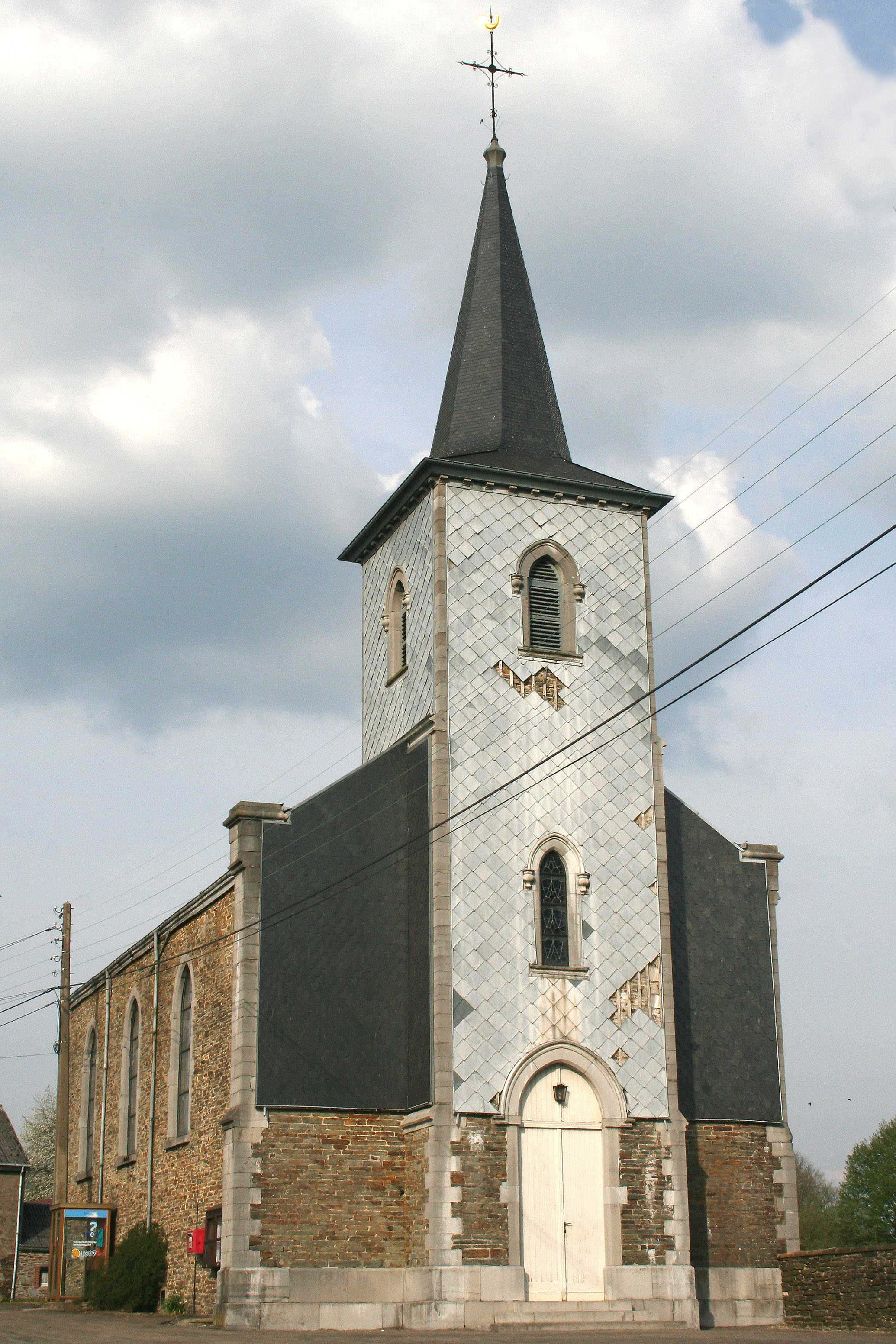
De Sint-Nicolaaskerk.

## Geschiedenis
Op het eind van het ancien régime werd Vivy een gemeente. In de gemeente werden ook de plaatsen Mogimont, Rochehaut en Laviot ondergebracht. In 1858 werden Rochehaut en Laviot afgesplitst in de nieuwe zelfstandige gemeente Rochehaut. Mogimont bleef bij de gemeente Vivy.
Bij de gemeentelijke fusies van 1977 werd Vivy een deelgemeente van Bouillon.

## Demografische ontwikkeling
- Bronnen:NIS, Opm:1831 tot en met 1970=volkstellingen, 1976= inwoneraantal op 31 december
- 1866: Afsplitsing Rochehaut

## Bezienswaardigheden
- De Église Saint-Nicolas

Deelgemeenten: Bellevaux · Bouillon · Corbion · Dohan · Les Hayons · Noirefontaine · Poupehan · Rochehaut · Sensenruth · Ucimont · Vivy

Overige dorpen: Botassart · Curfoz · Frahan · Mogimont

Overige kernen: Ban d'Alle · Bas Dohan · Beauchenai · Bèrôpré · Bodimont · Boulet · Briahan · Château-le-Duc · Claimont · Closures · Combra · Dessus le Moulin · Germauchamps · Grand Hez · Gros Hêtre · L'Espérance · La Boûle · La Cornette · La Charité · La Gemelle · La Heurette · La Justice · La Patte d'Oie · La Pichelotte · La Ramonette · Lauwé · Laviot · Le Ban · Le Bondon · Le Couroi · Le Soyisse · Le Stayi · Les Blancs Cailloux · Les Champs Bouloi · Les Côtes · Les Crêtes de Frahan · Les Différends · Les Enclaves · Les Longs Champs · Les Quatre Chemins · Les Sentinés · Les Trois Fontaines · Loveté · Menuchenet · Merleux Han · Mohan · Moulin du Bochet · Pré Hoc · Remifontaine · Rond le Duc · Rond Napoléon · Scotifontaine · Tirifontaine · Vardon

Belgische gemeenten · Arrondissement Neufchâteau · Luxemburg · Wallonië